# La matrice ombra
La matrice ombra (The Shadow Matrix) è un romanzo di fantascienza e fantasy del 1997 scritto da Marion Zimmer Bradley, facente parte del ciclo di Darkover.
Il romanzo fu scritto da Marion Zimmer Bradley con la collaborazione di Adrienne Martine-Barnes, che tuttavia non è accreditata come coautrice. La matrice ombra, assieme a La sfida degli Alton e Attacco a Darkover, forma una trilogia di romanzi interna alla saga. In questa trilogia, per la prima volta nel ciclo di Darkover, viene a mancare il "canone darkovano" e cioè l'indipendenza di ogni volume dal quello precedente o quello successivo. In questo caso, infatti, i tre romanzi sono fortemente legati fra loro come una trilogia tradizionale.
Il romanzo è stato pubblicato per la prima volta in italiano nel 1998 da Longanesi.

## Trama
Marguerida Alton, dopo aver scoperto i suoi poteri laran e essersi scontrata con la sua potente antenata, Ashara Alton, si ritrova ora impressa sulla mano una "matrice ombra": un pericoloso e strano strumento di potere che non era mai esistito prima sul mondo di Darkover. Proprio per questo, è necessario il suo addestramento alla Torre di Arilinn. Ma Marguerida è insofferente. La lontananza da Mikhail Lanart-Hastur, l'uomo che ama, si fa insopportabile ma sembra essere destinata a durare ancora per molto.
Molti Comyn infatti non vedono di buon occhio la loro relazione. Lei è l'erede del Dominio di Alton e lui del Dominio di Hastur, due fra i più importanti regni fra i sette Domini del pianeta. Una loro unione è impensabile e improponibile, e nell'ombra molti tramano per rendere ciò impossibile. Marguerida e Mikhail vengono così allontanati e un'atmosfera di grave incertezza grava su tutta Darkover.
Proprio quando sembra tutto perduto, durante la Festa del Solstizio d'Inverno i due vengono attratti da una voce presso le rovine della antica Torre di Hali, spazzata via durante le violente Età del Caos di Darkover, e Marguerida e Mikhail vengono trasportati nel passato del loro mondo, dove ad attenderli trovano Varzil il Saggio, Custode di Neskaya, che affiderà loro un segreto capace di cambiare il futuro di Darkover.

## Edizioni
(elenco parziale)
- Marion Zimmer Bradley, La matrice ombra, traduzione di Maria Cristina Pietri, Longanesi, 1997,  pp. 578, cap. 35, ISBN 88-304-1537-5.